# Bandera de Santa Maria de Martorelles
La bandera oficial de Santa Maria de Martorelles té la següent descripció:
Bandera apaïsada, de proporcions dos d'alt per tres de llarg, verd fosc, amb el primer terç vertical groc, i amb dues flors de lis blanques, cadascuna d'alçària 11/36 de la del drap i amplària 4/27 de la llargària del mateix drap, posades de costat i separades per la mateixa amplària, la primera a 3/27 del terç groc, i centrades en relació amb les vores superior i inferior.
Va ser aprovada el 12 de juny de 2007 i publicada en el DOGC el 29 de juny del mateix any amb el número 4915.